# Furio Cardoni
Furio Cardoni (28 november 1948 – 5 april 2024) was een voetballer uit Luxemburg, die als aanvaller speelde gedurende zijn carrière. Hij kwam uit voor US Rumelange.
Zijn zoon Manuel Cardoni (1972) speelde in totaal 69 interlands voor Luxemburg. Zelf kwam hij tot vier interlands in de periode 1968-1970. Cardoni was in het seizoen 1971/1972 topscorer in de hoogste afdeling van het Luxemburgse voetbal, de Nationaldivisioun, met 21 treffers. Hij moest die eer delen met Carlo Devillet van Aris Bonnevoie.

## Erelijst
- Topscorer Nationaldivisioun

1972 (21 doelpunten)